# Пантюховка
Пантюховка — бывшая деревня в Починковском районе Смоленской области России.
Находилась в 3 верстах северо-западнее современной деревни Прилепово на правом берегу речки Тушемля.

## История
В 1978 году ещё числится, как деревня Княжинского сельского совета Починковского района.
Но в 1993 году уже считалась, как прекратившая существование деревня Княжинского сельсовета.